# Гюнцельштрассе (станция метро)
Станция метро Гюнцельштрассе(нем. Güntzelstraße) – станция Берлинского метрополитена в районе Вильмерсдорф округа Шарлоттенбург-Вильмерсдорф. Расположена на линии U9 между станциями Берлинер трассе и Шпихернштрассе. Находится под улицей Бундесалле.
Название станции дано в честь Карла Августа Бернарда Гюнтцеля, который с 1886 по 1892 годы был бургомистром независимой общины Дойч-Вильмерсдорф.
Открытие состоялось 29 января 1971 года в составе участка Шпихернштрассе – Вальтер-Шрайбер-Плац.

## Оформление и расположение станции
Над проектом станции работало архитектор Райнер Рюммлер. Он спроектировал станцию в типичном для берлинского метро 1960-х годов стиле: островная платформа шириной 10 метров и длиной 110 метров, с рядом колонн вдоль по центру платформы. В обоих торцах станции находятся станционные вестибюли.
Путевые стены облицованы оранжевой плиткой. Колонны оформлены в сине-зелёном цвете, перекрытия белые.

## Современное состояние
Станция оборудована лестничными переходами и эскалаторами, что не позволяет называть её безбарьерной.